# Алекти
Алектите (Alectis) са род актиноптери от семейство Сафридови (Carangidae).
Таксонът е описан за пръв път от Константен Самюел Рафинеск през 1815 година.

## Видове
- Alectis alexandrina
- Alectis ciliaris
- Alectis indica